# Centro de Documentación e Información - CDI
El "Centro de Documentación e Información - CDI" del Ministerio de Economía de la Argentina es una biblioteca gubernamental de carácter público especializada en Economía, Energía, Transporte y Obras Públicas ubicada en el barrio de San Nicolás en la Ciudad Autónoma de Buenos Aires. Posee una colección de 99.756 volúmenes aprox. entre los que se incluyen libros, revistas, proyectos, conferencias y Obras de Referencia, y tiene como misión organizar y brindar servicios de información específicos para los funcionarios del Ministerio, investigadores, docentes y Organizaciones Nacionales e Internacionales y Público en general.

## Historia
En 1993 el Ministerio de Economía contaba con Unidades de Información dispersas en diferentes pisos, a fin de economizar recursos y facilitar el acceso a las mismas se decide fusionarlas en un solo centro documental, ubicado en el 2.º piso del Palacio de Hacienda. Es así que el 21 de diciembre de 1993 se inaugura el CDI con la responsabilidad primaria de facilitar el acceso a la información bibliográfica, hemerográfica y estadística inherente a la jurisdicción ministerial. Este centro es el producto de la unión de la Biblioteca del Ministerio de Economía (creada en 1893), el Centro de Documentación de la Secretaría de Programación Económica (creado en 1962) y el Departamento de Información Legislativa (creado en 1930, hoy InfoLeg). Luego se sumó a su acervo documental las colecciones provenientes de las Bibliotecas del ExMinisterio de Obras Públicas (Transporte , Obras Públicas y Energía) y el Centro de Documentación e Investigación de la Arquitectura Pública (CeDIAP) cuya incorporación al CDI es ratificada por el decreto 67/2003. Entre 2015 y 2016, por Decreto 1585/2015, InfoLeg es trasladado al Ministerio de Justicia y Derechos Humanos.

## Colección
La colección contiene todo el material publicado por el Ministerio de Economía desde sus comienzos y de los Ministerios de Energía, Obras Públicas y Transporte. Se incluye además material de estudio y documentos relacionados con las Ciencias sociales y de Organizaciones Nacionales e Internacionales.

## Colecciones especiales
Instituto Nacional de Estadística y Censos 

Biblioteca depositaria del Banco Mundial 

Biblioteca depositaria de los informes publicados por el DINAPREI 

ex-UNPRE (DIRECCION NACIONAL DE PREINVERSION) Ministerio de Economía y Finanzas
Públicas

## Servicios
Entre los servicios que se brindan se incluyen préstamos en Sala de Lectura, préstamos Interbibliotecarios, asistencia a consultas personales, telefónicas y por correo electrónico, atención de consulta bibliográficas, referenciales y de orientación, transferencia de información bibliográfica por correo electrónico, investigaciones bibliográficas, acceso a bases de datos bibliográficas en Sala y por Internet, disponibilidad de Internet (Web), entrenamiento en procesos documentales (pasantías), asesoramiento y asistencia técnica en organización de Centros Documentales, préstamos de Sala de Reuniones y Equipos Multimedia. . El sitio web contiene información institucional, acceso al Catálogo en línea y Biblioteca digital donde se pueden encontrar las Memorias de Hacienda completas digitalizadas entre varias colecciones digitales